# Isla Grande (Panama)
Isla Grande è un comune (corregimiento) della Repubblica di Panama situato nel distretto di Portobelo, provincia di Colón. Si estende su una superficie di 26,6 km² e conta una popolazione di 1.037 abitanti (censimento 2010).